# Коламбус (модуль МКС)

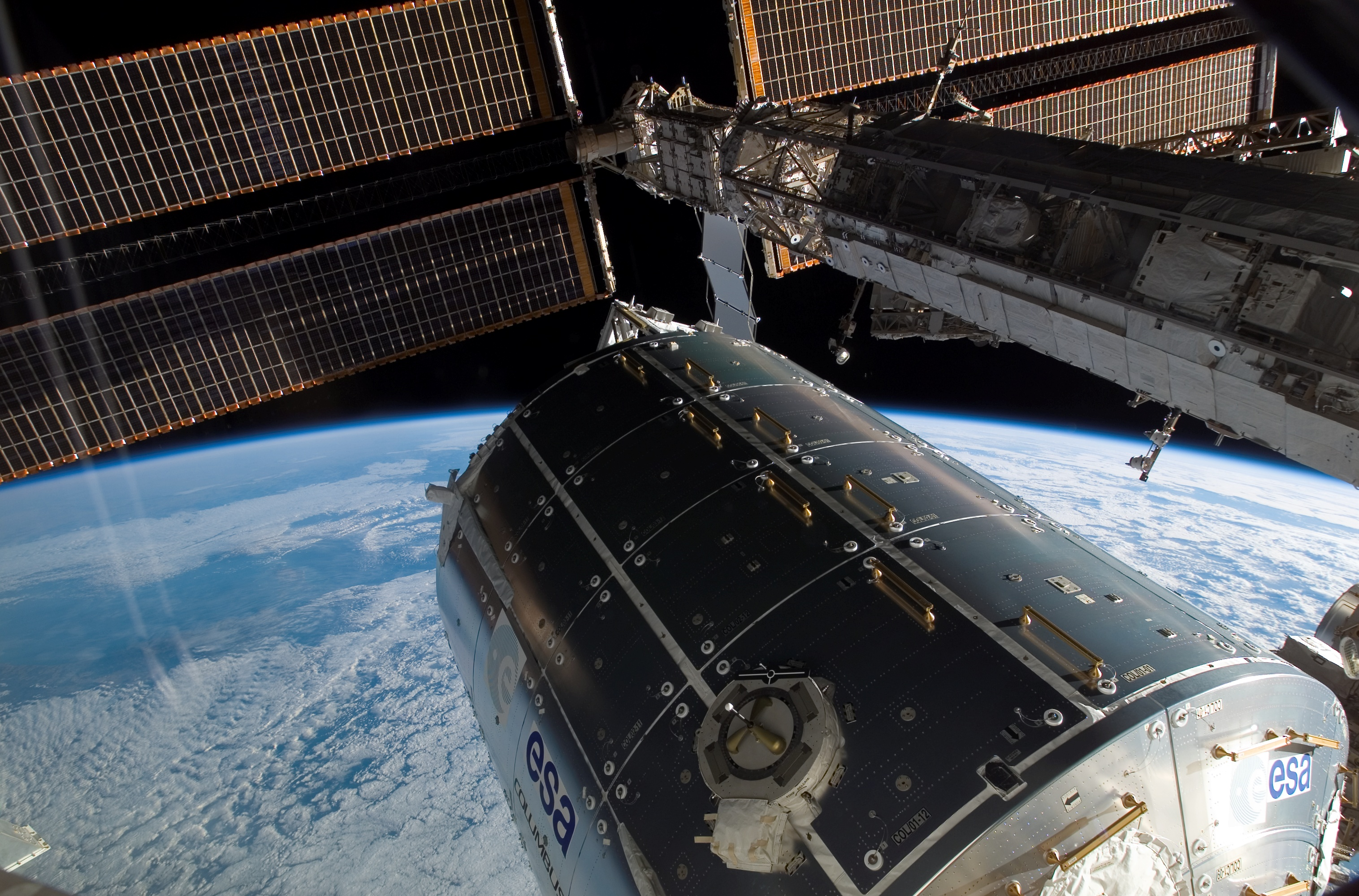
Модуль «Коламбус» у складі МКС

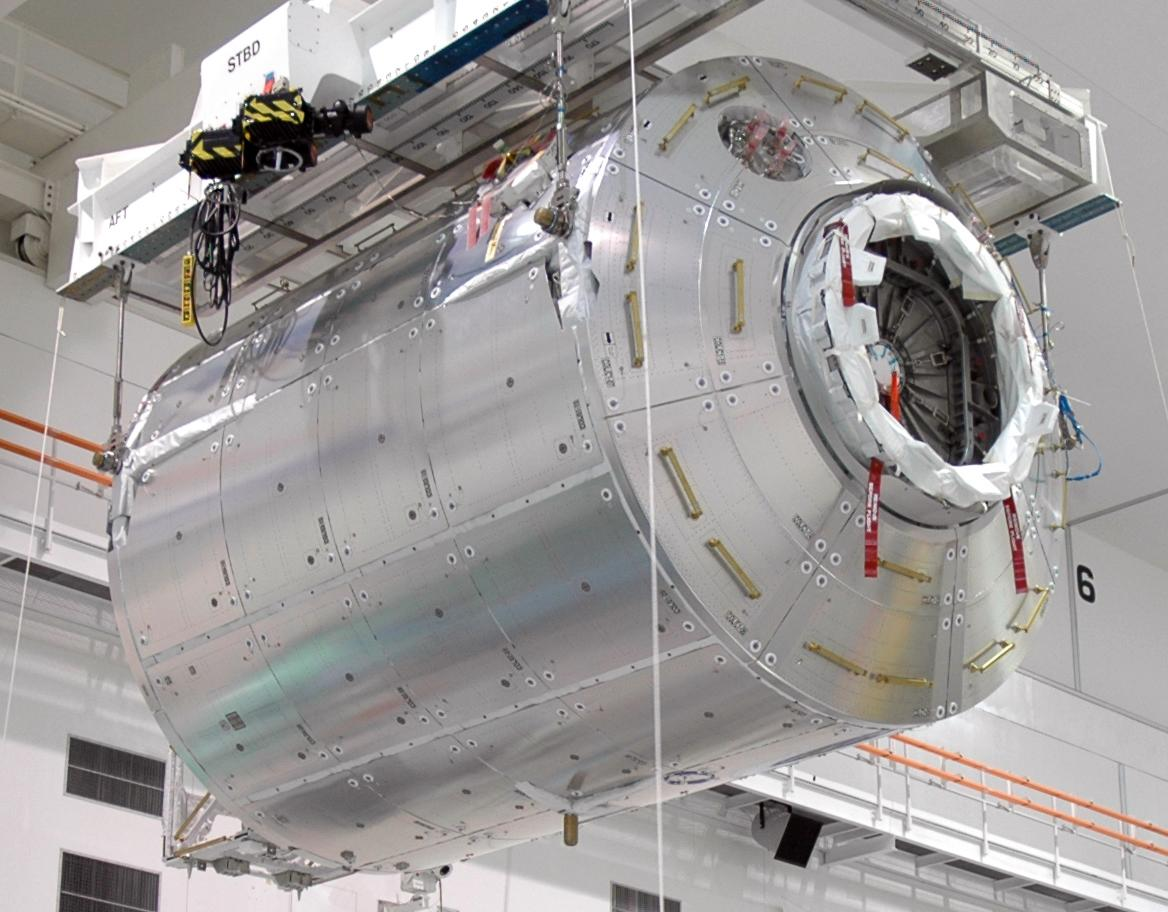
Модуль «Коламбус» в Космічному Центрі Кеннеді.

«Коламбус» (англ. Columbus - Колумб) - модуль Міжнародної космічної станції, створений за замовленням Європейського космічного агентства консорціумом європейських аерокосмічних фірм. «Коламбус» —це перший серйозний вклад Європи в будівництво МКС, є науковою лабораторією, що дає європейським ученим можливість проводити дослідження в умовах мікрогравітації. 
Модуль був запущений 7 лютого 2008, на борту шаттла «Атлантіс» в ході польоту STS-122. Пристикований до модуля «Гармонія» 11 лютого в 21:44 UTC. 

## Історія
Родоначальником модуля є проєкт європейської космічної станції з такою ж назвою, розроблений в кінці 1980-х років. Станцію планувалося виводити на орбіту ракетою-носієм Аріан-5 і обслуговувати за допомогою МТКК «Гермес». Однак скасування проєкту «Гермес» і скорочення фінансування Європейського космічного агентства привели до призупинення і подальшої скасування проєкту самостійної європейської орбітальної станції. 
Нове життя проєкт європейської лабораторії отримав в жовтні 1995, коли на Раді міністрів країн, учасниць ЄКА, в Тулузі, були визначені масштаби європейської участі в програмі Міжнародної космічної станції. Було прийнято рішення про створення орбітального модуля (лабораторії) «Коламбус» - Columbus Orbital Facility (Columbus Laboratory), і установок для досліджень в умовах мікрогравітації (Microgravity Facilities) для модуля «Коламбус». 
В 1996 році ЄКА підписало контракт вартістю 658 000 000 євро з головним підрядником DASA (зараз частина EADS Astrium) на розробку лабораторії «Коламбус». 

## Будівництво
Модуль «Коламбус» в рамках ЕКА був побудований Італією (Італійське космічне агентство), яка раніше вже мала досвід створення герметичних модулів шаттлівської станції-лабораторії Спейслеб, а потім виробляла також для  Міжнародної космічної станції модулі американського сегменту «Гармонія», «Спокій», «Купол» і  герметичні багатоцільові модулі постачання (MPLM) «Леонардо», «Рафаель» і «Донателло», що запускалися на шаттлах.

## Науково-дослідна діяльність
Проєкт «Атомні годинники в космосі» (ACES) буде проводиться під керівництвом  Європейського космічного агентства, яке розташує ультра-стабільні атомні годинники на борту Міжнародної космічної станції. Робота в умовах мікрогравітації на МКС забезпечуватиме стабільний і точний час в різних областях дослідження, в тому числі  загальної теорії відносності і теорії струн, для цілей  метрології і интерферометрії з наддовгих базою. Годинники будуть розташовуватися внизу праворуч зовні модуля Колумбус, для хорошого доступу до Землі. Планується, що годинник працюватиме на орбіті протягом 18-36 місяців. 

## Технічні характеристики
- Маса модуля «Колумбус» дорівнює 12 т 112 кг. Довжина 6871 мм. Діаметр 4477 мм. Планована тривалість функціонування «Колумбус» 10 років. Вартість його будівництва перевищила $ 1,9 млрд.
- Європейський лабораторний модуль забезпечений десятьма стандартними стійками для наукового обладнання і призначений для проведення фізичних, матеріалознавчих, медико-біологічних та інших експериментів.
- Керувати роботою модуля буде Європейський центр, розташований в 60 км від Мюнхена в місті Оберпфаффенхофен.